# Mimomyia mimomyiaformis
Mimomyia mimomyiaformis är en tvåvingeart som först beskrevs av Robert Newstead 1907.  Mimomyia mimomyiaformis ingår i släktet Mimomyia och familjen stickmyggor. Inga underarter finns listade i Catalogue of Life.